# Tian Tao
Tian Tao (chiń. 田涛 ur. 8 kwietnia 1994 w Yichang) – chiński sztangista, srebrny medalista igrzysk olimpijskich i dwukrotny medalista mistrzostw świata.

## Kariera
Na igrzyskach olimpijskich w Rio de Janeiro w 2016 roku wywalczył srebrny medal w wadze lekkociężkiej. W zawodach tych rozdzielił na podium Irańczyka Kianousha Rostamiego i Dienisa Ułanowa z Kazachstanu. Zdobył ponadto złoty medal w wadze półciężkiej na mistrzostwach świata w Pattayi w 2019 roku i srebrny w tej samej kategorii wagowej podczas mistrzostw świata w Aszchabadzie rok wcześniej. Zwyciężył również w wadze lekkociężkiej na igrzyskach azjatyckich w Inczon w 2014 roku.